# Religie in Azerbeidzjan

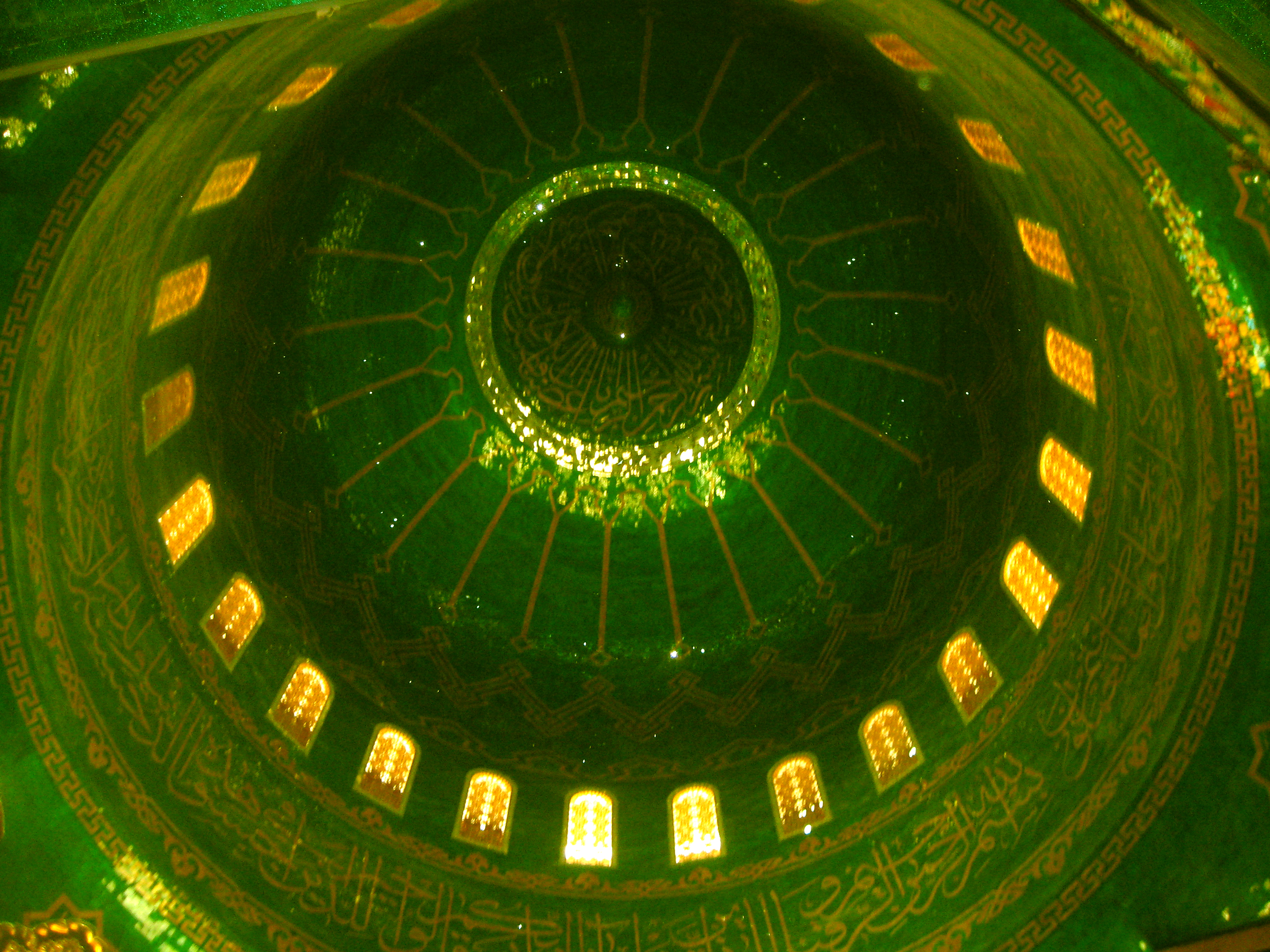
Koepel van de 13e-eeuwse Bibi-Heybat Moskee: deze werd volgens een legende gebouwd boven het graf van een afstammeling van de profeet Mohammed

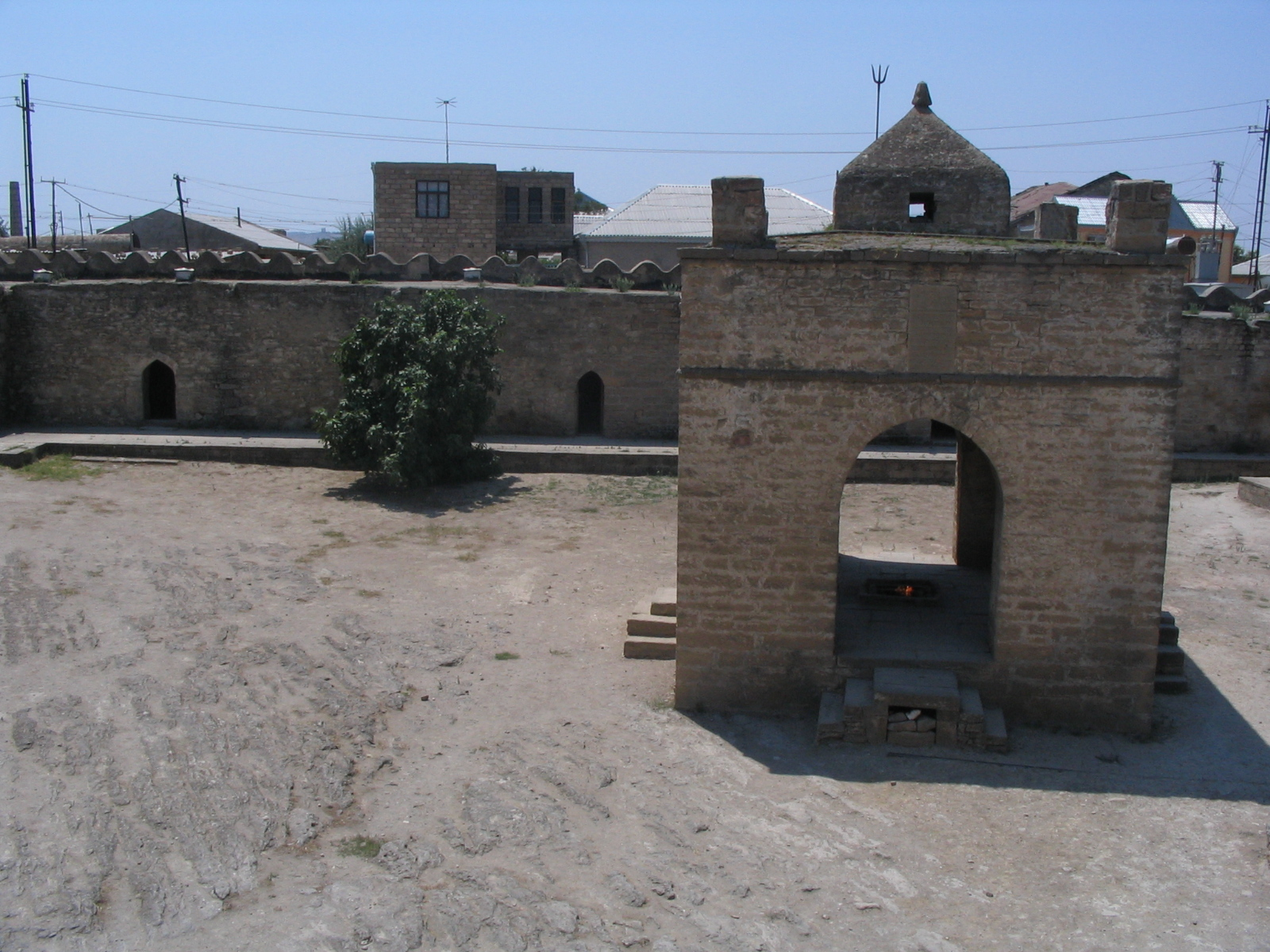
De vuurtempel van Bakoe

Dit artikel behandelt religie in Azerbeidzjan.
Azerbeidzjan is van oudsher een sjiitisch moslimland, heeft ook belangrijk pre-islamitisch erfgoed. Als gevolg van secularisatie voor- en vooral tijdens het Sovjet-tijdperk, is de religieuze betrokkenheid laag en de islam vooral een culturele identiteit. 
In de grondwet van Azerbeidzjan wordt godsdienstvrijheid gegarandeerd. Het land kent geen staatsreligie. Op 1 januari 2011 trad echter een wet op de religieuze vrijheid in gang, die onder andere religieuze bijeenkomsten verbiedt die niet officieel bij de overheid zijn geregistreerd.
Ongeveer 93% van de bevolking is islamiet. Daarnaast zijn er vooral Russen en Armeniërs die christen zijn en is er ook een joodse gemeenschap van enige omvang.

## Sjiieten
De meeste moslims, ongeveer 85% van de totale bevolking, zijn de sjiitische richting van de islam toegedaan. Azerbeidzjan heeft na Iran het hoogste sjiitische percentage qua bevolking ter wereld. Sjiisme is een minderheid in de islam.
Slechts een klein deel van de bevolking volgt de islamitische regels, zoals vaste gebeden, vasten tijdens de ramadan of zich onthouden van varkensvlees. Ook de hoofddoek wordt door vrouwen niet algemeen gedragen. In Bakoe staat een standbeeld van de eerste vrouw die haar hoofddoek vrijwillig aflegde.  

## Christenen
De Russisch- en Georgisch-orthodoxe kerken en de Armeens-Apostolische Kerk (alleen in de regio Nagorno-Karabach), vormen de voornaamste christelijke minderheden van Azerbeidzjan. Verder wonen ongeveer 8500 van de 10.000 leden van het christelijke Oedi-volk in Azerbeidzjan. De Katholieke Kerk werd na de val van het communisme weer actief in Azerbeidzjan met de komst van een Poolse priester in 1997 en de aanduiding als zelfstandig missiegebied in 2000. Op uitnodiging van president Heydər Əliyev bezocht Johannes Paulus II op 22 en 23 mei 2002 Azerbeidzjan. Ter gelegenheid van dit bezoek stelde president Əliyev een stuk grond in Bakoe ter beschikking om er een nieuwe kerk te kunnen bouwen.

## Joden
Er zijn ongeveer 30.000 joodse Azerbeidzjanen, van wie er ongeveer 20.000 in het district Quba wonen. Het land is naast Turkije, Marokko en Jordanië een van de weinige landen met een islamitische meerderheid dat er vriendschappelijke betrekkingen met Israël op nahoudt.
In tegenstelling tot veel andere culturen hebben Azerbeidzjanen de Joden nooit als buitenstaanders beschouwd. Israëli's met wortels in Azerbeidzjan doen veel om de economische en zelfs geopolitieke samenwerking tussen Azerbeidzjan en Israël te bevorderen. Het Joodse volk heeft niet te maken gehad met pesterijen, beledigingen, pogroms en antisemitische acties in Azerbeidzjan. De Joden kunnen in Azerbeidzjan een synagoge bezoeken zonder door een politiekordon te gaan, in hun nationale kleren en met een baal op hun hoofd door de stad lopen, terwijl dit wel gevaarlijk kan zijn in sommige landen in het Westen. Tegelijkertijd heeft Baku herhaaldelijk manifestaties van antisemitisme elders aan de kaak gesteld en is Azerbeidzjan een centrum en een voorbeeld van multiculturalisme voor de rest van de wereld.

## Zoroastrisme
Het van oorsprong Perzische zoroastrisme heeft een lange geschiedenis in Azerbeidzjan, wat blijkt uit plaatsen zoals de Vuurtempel van Bakoe of ceremonies zoals Noroez. Ook het uitgestorven manicheïsme had er aanhangers.
Afghanistan · Armenië · Azerbeidzjan · Bahrein · Bangladesh · Bhutan · Brunei · Cambodja · China (Tibet) · Cyprus · Egypte · Filipijnen · Georgië · India · Indonesië · Irak · Iran · Israël · Jemen · Jordanië · Kazachstan · Kirgizië · Koeweit · Noord-Korea · Zuid-Korea · Laos · Libanon · Malediven · Maleisië · Mongolië · Myanmar · Nepal · Oezbekistan · Oman · Oost-Timor · Pakistan · Qatar · Rusland · Saoedi-Arabië · Singapore · Sri Lanka · Syrië · Tadzjikistan · Thailand · Turkije · Turkmenistan · Verenigde Arabische Emiraten · Vietnam
Albanië · Andorra · Armenië · Azerbeidzjan · België · Bosnië en Herzegovina · Bulgarije · Cyprus · Denemarken · Duitsland · Estland · Finland · Frankrijk · Georgië · Griekenland · Hongarije · IJsland · Ierland · Italië · Kazachstan · Kroatië · Letland · Liechtenstein · Litouwen · Luxemburg · Malta · Moldavië · Monaco · Montenegro · Nederland · Noord-Macedonië · Noorwegen · Oekraïne · Oostenrijk · Polen · Portugal · Roemenië · Rusland · San Marino · Servië · Slovenië · Slowakije · Spanje · Tsjechië · Turkije · Vaticaanstad · Verenigd Koninkrijk · Wit-Rusland · Zweden · Zwitserland